# La figlia del serpente
La figlia del serpente (The Snake Woman) è un film britannico del 1961 diretto da Sidney J. Furie.